# Naissance en 1159
Naissance
- 1155
- 1156
- 1157
- 1158
- 1159
- 1160
- 1161
- 1162
- 1163

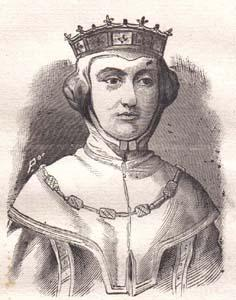
Douce d'Aragon, née en 1159.

Cette page dresse une liste de personnalités nées au cours de l'année 1159 :
- Bernard Aton VI Trencavel, vicomte de Nîmes et d’Agde.
- Boleslas de Cujavie, duc de Cujavie.
- Douce d'Aragon, reine consort de Portugal.
- Guy de Lusignan, comte de Jaffa et d’Ascalon, roi de Jérusalem et roi à Chypre.
- Minamoto no Yoshitsune, samouraï et un général des périodes Heian et Kamakura de l'histoire du Japon.
- Sibylle de Jérusalem, reine de Jérusalem.

date incertaine (vers 1159)
- Guillemette de Montpellier, dame de la noblesse de Languedoc, fille du seigneur de Montpellier.

## Crédit d'auteurs
- Cet article est partiellement ou en totalité issu de l'article intitulé « 1159 » (voir la liste des auteurs).